# Wykaz stopni w Organizacji Todta
Wykaz stopni w Organizacji Todta (OT) (w nawiasach podano odpowiedniki):

## Szeregowcy

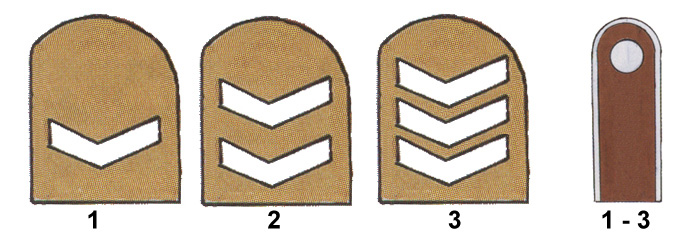
1. Vorarbeiter, 2. Meister, 3. Obermeister

- Arbeiter (szeregowiec)
- Vormann (brygadzista)
- Meister (starszy szeregowiec)
- Obermeister (kapral)[1]

## Podoficerowie
- Truppführer (plutonowy)
- Obertruppführer (sierżant)
- Haupttruppführer (starszy sierżant)

## Oficerowie
- Frontführer (podporucznik)
- Oberfrontführer (porucznik)
- Hauptfrontführer (kapitan)
- Stabsfrontführer (major)
- Oberstabsfrontführer (podpułkownik)
- Oberstfrontführer (pułkownik)

## Generałowie
- Einsatzleiter (generał brygady)
- Einsatzgrupenleiter II (generał dywizji)
- Einsatzgrupenleiter I (generał broni)
- Chef der OT (marszałek)